# Laudabiliter
Laudabiliter je papeška bula, ki jo je napisal papež Hadrijan IV. leta 1155.
S to bulo je papež Henriku II. Angleškemu, kralju Anglije, podelil primat na Irsko.